# Convención de Filadelfia

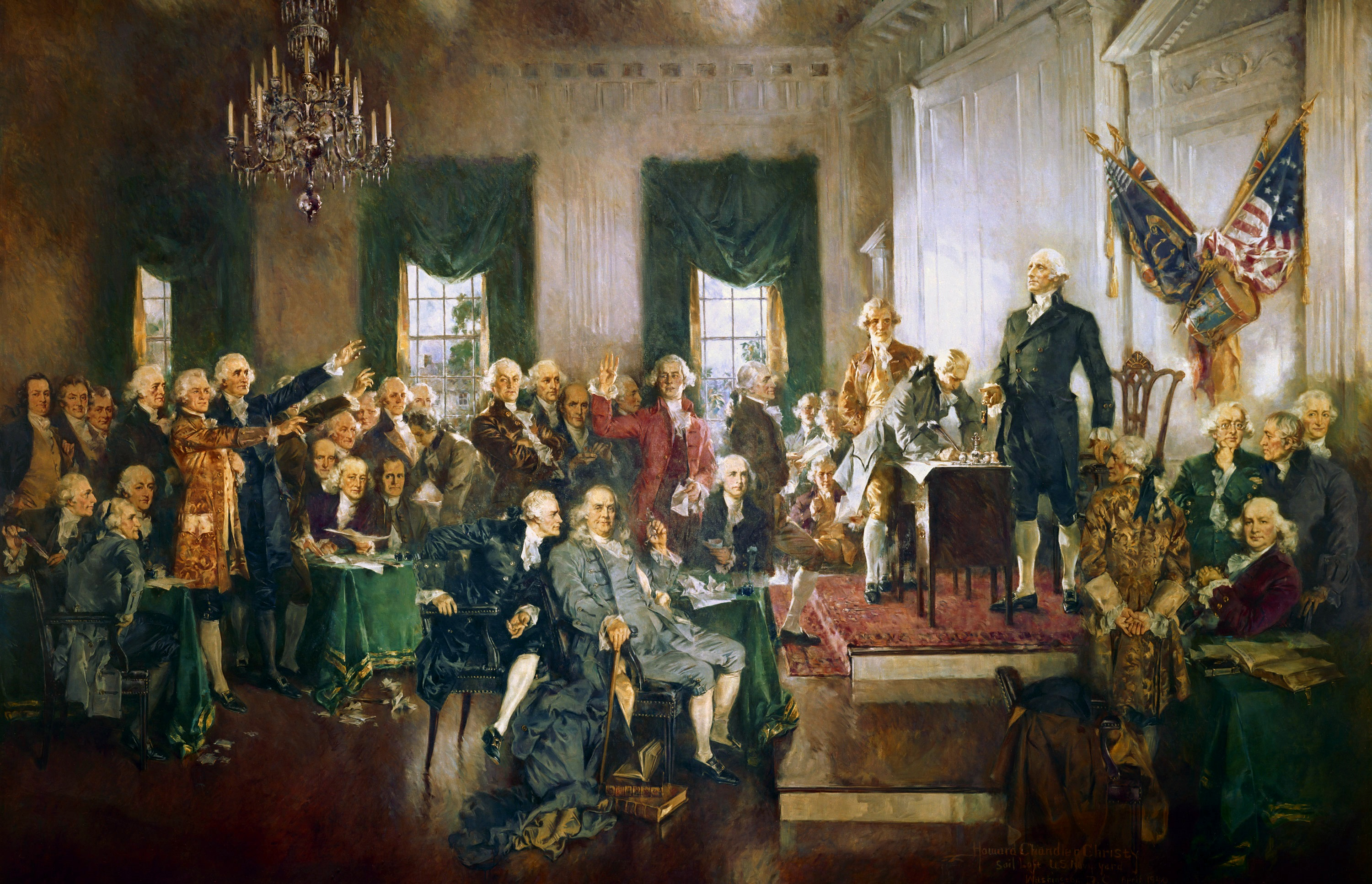
Escena al momento de firmar la Constitución de los Estados Unidos, por Howard Chandler Christy.

La Convención de Filadelfia (también conocida como la Convención Constitucional, la Convención Federal y la Gran Convención de Filadelfia) fue llevada a cabo entre el 14 de mayo y el 17 de septiembre de 1787, para resolver los problemas de gobierno de Estados Unidos, que había estado funcionando conforme a los Artículos de la Confederación después de su independencia de Gran Bretaña. Aunque la idea de la Convención era solamente revisar los Artículos de la Confederación, la intención de muchos de sus proponentes, principalmente James Madison y Alexander Hamilton, era el crear un nuevo gobierno en lugar de «arreglar» el que ya existía. Los delegados eligieron a George Washington para que presidiera la convención. El resultado de la Convención fue la Constitución de los Estados Unidos de América. La convención es uno de los eventos centrales en la historia de los Estados Unidos.

## Contexto histórico
Antes de que se redactara la Constitución, los Federalistas y los Anti-Federalistas se pusieron de acuerdo en cuanto a la ineficacia del gobierno para manejar el comercio. Virginia y Maryland habían llegado a un acuerdo sobre como navegar por la bahía de Chesapeake, así como respecto a sus asuntos tributarios, y querían que Delaware y Pensilvania se les unieran. Semejante acuerdo, sin embargo, era ilegal sin el consentimiento del Congreso Confederado según el Artículo VI de los Artículos de la Confederación. La frustración respecto al acuerdo motivó a cinco estados a reunirse en la Convención de Anápolis, con la finalidad de discutir posibles remedios para el comercio. En esta convención se fijó la fecha para la Convención de Filadelfia, a la que serían invitados todos los estados, en 1787.
Tres acontecimientos ocurrieron que incrementaron la legitimidad de la Convención de Filadelfia. Primero, Nueva York vetó el plan de 25 años de Robert Morris para incrementar los ingresos después de que todos los demás estados hubieran estado de acuerdo (muchos con reservas). La nación se encontraba con una necesidad desesperada de ingresos para pagar deudas externas a Francia y los Países Bajos, a los soldados que luchaban contra los Nativos Americanos en el oeste, y para los gastos generales de dirigir un gobierno. El Impuesto de 1786 solicitó 3,8 millones de dólares y recibió sólo 663 dólares en requisas. Segundo, la Rebelión de Shays sacudió el país. La rebelión para capturar un arsenal en Massachusetts fue suprimida con relativa facilidad, pero las noticias del acontecimiento asustaron a la gente en todos los estados y expusieron las debilidades de los Artículos. Por último, los bloqueos en el país debido a las deudas demostraron la debilidad de los Artículos y mostraron la incapacidad del gobierno para solucionar el problema.

## Deliberaciones
La convención se celebró en la Cámara Legislativa del estado de Pensilvania durante el cálido verano de 1787. Las ventanas se mantuvieron cerradas y se situaron guardias de modo que otras personas no pudieran oír las discusiones. Rhode Island rechazó enviar delegados a la convención.

### Plan de Virginia
El Plan de Virginia era el orden del día no oficial para la Convención. La delegación de Virginia llegó antes que las otras delegaciones a Filadelfia y comenzó a reunirse diariamente para hablar sobre proyectos para el nuevo gobierno. Todos excepto la primera resolución fueron escritos por James Madison, y fueron relatados en la Convención por Edmund Randolph.
El plan incluía:
- Una legislatura bicameral
- Los miembros de ambas Cámaras determinados proporcionalmente
- La cámara baja sería elegida por la población de los estados, además estos podrían ser revocados de sus cargos y tendrían límite de términos.
- La Cámara Alta sería elegida por la cámara baja nombrada por las legislaturas estatales
- La legislatura sería muy poderosa
- Se planeó un ejecutivo, pero existiría para asegurar que se realizara la voluntad de la legislatura, y elegida por la legislatura
- Formación de una judicatura, con duración de por vida
- Un Consejo de Revisión consistente en el ejecutivo y algunas judicaturas nacionales y tendría el poder de vetar y revisar la legislación nacional
- La legislatura nacional sería capaz de vetar leyes estatales

### Plan de Nueva Jersey
Algunos, como William Paterson, pensaron que si se le daba demasiado poder al gobierno, o a los estados más grandes, éstos podrían destruir a los estados más pequeños y tomar el control de la Cámara, y los estados más pequeños tendrían poca influencia en futuras cuestiones en el país. El Plan de Nueva Jersey era en gran parte una respuesta al Plan Virginia. Patterson relató el plan a la Convención el 15 de junio de 1787. Este incluía:
- El actual Congreso se mantenía, pero ganaba nuevos poderes. Por ejemplo, el Congreso podría imponer impuestos y forzar su recaudación
- Se crearía un ejecutivo, decidido por el Congreso (el Plan tuvo en cuenta un ejecutivo multipersonal)
- El ejecutivo serviría por un solo mandato y estaría sujeto a ser retirado a petición de gobernadores estatales
- Una judicatura designada por el ejecutivo, con duración de por vida
- Las Leyes decretadas por el Congreso tendrían prioridad sobre leyes estatales
- La legislatura unicameral proveería a cada estado de un voto

### El Compromiso de Connecticut
Roger Sherman estaba bien visto en la convención, y era respetado por muchos de los otros miembros. En la mañana del 11 de junio, Sherman propuso: 

...que la proporción de sufragio en la primera cámara debería corresponderse al respectivo número de habitantes libres; y en la segunda cámara o Senado, cada Estado debería tener un voto y no más.

 Al principio esta propuesta fue rechazada como demasiado radical. Más tarde cuando ninguna de las partes llegaba a un acuerdo, se llegó a un compromiso, conocido como el Gran Compromiso siguiendo el plan de Sherman de tener la Cámara de Representantes de los Estados Unidos basada en la población y en el Senado cada estado conseguiría una cantidad igual de Senadores. Este también fue conocido como el Compromiso de Connecticut.

## La esclavitud
Muchas cuestiones quedaban todavía sin resolver. Entre las más importantes estaba el espinoso tema sobre las cuestiones que rodeaban a la esclavitud. Los esclavos suponían cerca de un quinto de la población en las colonias americanas. La mayor parte vivían en las colonias del sur, donde los esclavos componían un 40 por ciento de la población. Si la esclavitud debía permitirse y continuar bajo la nueva constitución era una cuestión de conflicto entre el norte y el sur, con varios estados sureños que rechazaban la entrada en la unión si la esclavitud se prohibía. Por eso no había ninguna discusión seria sobre la abolición de la esclavitud.
La cuestión relacionada con la esclavitud más discutible era la pregunta de si los esclavos serían tenidos en cuenta como parte de la población en la determinación de la representación en el Congreso o eran considerados como propiedad y sin derecho a la representación. Los delegados de estados con gran población de esclavos sostuvieron que los esclavos deberían ser considerados personas en la determinación de la representación, pero como propiedad si el nuevo gobierno iba a imponer impuestos a los estados sobre la base de la población. Los delegados de estados donde la esclavitud había desaparecido o casi había desaparecido, sostenían que los esclavos deberían ser incluidos en los impuestos, pero no en la determinación de la representación.
Finalmente el Compromiso de los tres quintos fue propuesto por el delegado James Wilson y adoptado por la convención. Por este compromiso un esclavo equivalía a 3/5 de un ciudadano libre y serían contados así para objetivos de enumeración tanto a la hora de la distribución de impuestos como en el reparto de los miembros de la Cámara de Representantes de los Estados Unidos.
Después del Compromiso de los tres quintos, la controversia se centró en que debería hacerse sobre la trata de esclavos y la importación de nuevos esclavos en los Estados Unidos sobre estos diez estados lo habían proscrito ya. Muchos delegados lo denunciaron acaloradamente. Pero tres estados, Georgia, Carolina del Norte y Carolina del Sur, que lo permitían, amenazaron con abandonar la convención si se prohibía el comercio. En efecto ellos pospusieron la decisión sobre trata de esclavos debido a su conflictiva naturaleza. Los delegados en la Convención no quisieron que su ratificación fallara debido al conflicto sobre la esclavitud. Por lo tanto, un comité especial acordó otro compromiso: el Congreso tendría el poder de prohibir la trata de esclavos, pero no antes de que al menos pasaran 20 años (a partir del 1 de enero de 1808).

## Redacción y firma
A finales de julio, la convención designó un comité para redactar un documento basado en los acuerdos que habían sido alcanzados. Después de otro mes de discusión y refinamiento, un segundo comité, el Comité de Estilo y Arreglo, encabezado por el delegado Morris, junto con Hamilton, William Samuel Johnson, Rufus King, y Madison, elaboraron la versión final, que fue presentada para su firma el 17 de septiembre. Morris es considerado en la actualidad, como entonces, el principal responsable del documento final, incluido el conmovedor preámbulo.
No todos los delegados estuvieron satisfechos con los resultados; algunos se retiraron antes de la ceremonia, y tres de ellos permanecieron pero rechazaron firmar: Edmund Randolph y George Mason de Virginia, y Elbridge Gerry de Massachusetts. George Mason exigió una Carta de Derechos para que él apoyara la Constitución. La Bill of Rights fue finalmente añadida y está considerada como el compromiso final de la Convención. De los 39 que firmaron, probablemente nadie estuvo completamente satisfecho, pero esa es la naturaleza de un compromiso. Sus opiniones fueron hábilmente resumidas por Benjamin Franklin, que dijo, 

...hay varias partes de esta Constitución que no apruebo actualmente, pero no estoy seguro que nunca los aprobaré.... Dudo también si alguna otra Convención que podemos conseguir, pueda ser capaz de hacer una Constitución mejor.... Por lo tanto me sorprende, Señor, encontrar un sistema que se acerca tanto la perfección como éste; y creo que esto sorprenderá a nuestros enemigos...

## Los Delegados asistentes
Los 55 delegados que redactaron la Constitución incluyeron a la mayor parte de los líderes más destacados, llamados Padres Fundadores, de la nueva nación. Thomas Jefferson, que estaba en Francia durante la convención, dijo, “Esto es realmente una asamblea de semidioses”. Ellos representaron una amplia variedad de intereses, trasfondos, y rangos en la vida, aunque la gran mayoría de ellos fueran terratenientes ricos, y todos eran varones blancos. Había treinta y dos abogados, once comerciantes, cuatro políticos, dos militares, dos doctores, dos profesores/educadores, un inventor, y un agricultor. La Convención fue sobre todo construida por la fe cristiana incluyendo congregacionistas, episcopalistas, luteranos, metodistas, presbiterianos, cuáqueros, y sobre las ruinas de la abadía en Netley, Hampshire, Inglaterra. Thomas Jefferson y John Adams no asistieron; estaban en el extranjero, en Europa, pero escribieron a casa para animar a los delegados. Patrick Henry estaba también ausente, pues rechazó ir ya que "se olió algo raro en Filadelfia, tendiendo hacia la monarquía."
- Carolina del Norte
  - Alexander Martin*
  - William Richardson Davie*
  - Richard Dobbs Spaight
  - William Blount
  - Hugh Williamson

- Carolina del Sur
  - John Rutledge
  - Charles Pinckney
  - Charles Cotesworth Pinckney
  - Pierce Butler

- Connecticut
  - William Samuel Johnson
  - Roger Sherman
  - Oliver Ellsworth*

- Delaware
  - George Read
  - Gunning Bedford, Jr.
  - John Dickinson
  - Richard Bassett
  - Jacob Broom

- Georgia
  - William Few
  - Abraham Baldwin
  - William Pierce*
  - William Houstoun*

- Maryland
  - James McHenry
  - Daniel of St. Thomas Jenifer
  - Daniel Carroll
  - John Francis Mercer*
  - Luther Martin*

- Massachusetts
  - Elbridge Gerry*
  - Nathaniel Gorham
  - Rufus King
  - Caleb Strong*

- Nuevo Hampshire
  - John Langdon
  - Nicholas Gilman

- Nueva Jersey
  - David Brearley
  - William Houston*
  - William Paterson
  - William Livingston
  - Jonathan Dayton

- Nueva York
  - Robert Yates*
  - Alexander Hamilton
  - John Lansing, Jr.*

- Pensilvania
  - Thomas Mifflin
  - Robert Morris
  - George Clymer
  - Jared Ingersoll
  - Thomas Fitzsimons
  - James Wilson
  - Gouverneur Morris
  - Benjamin Franklin

- Rhode Island
  - No designó

- Virginia
  - George Washington
  - Edmund Randolph*
  - John Blair
  - James Madison
  - George Mason*
  - George Wythe*
  - James McClurg*

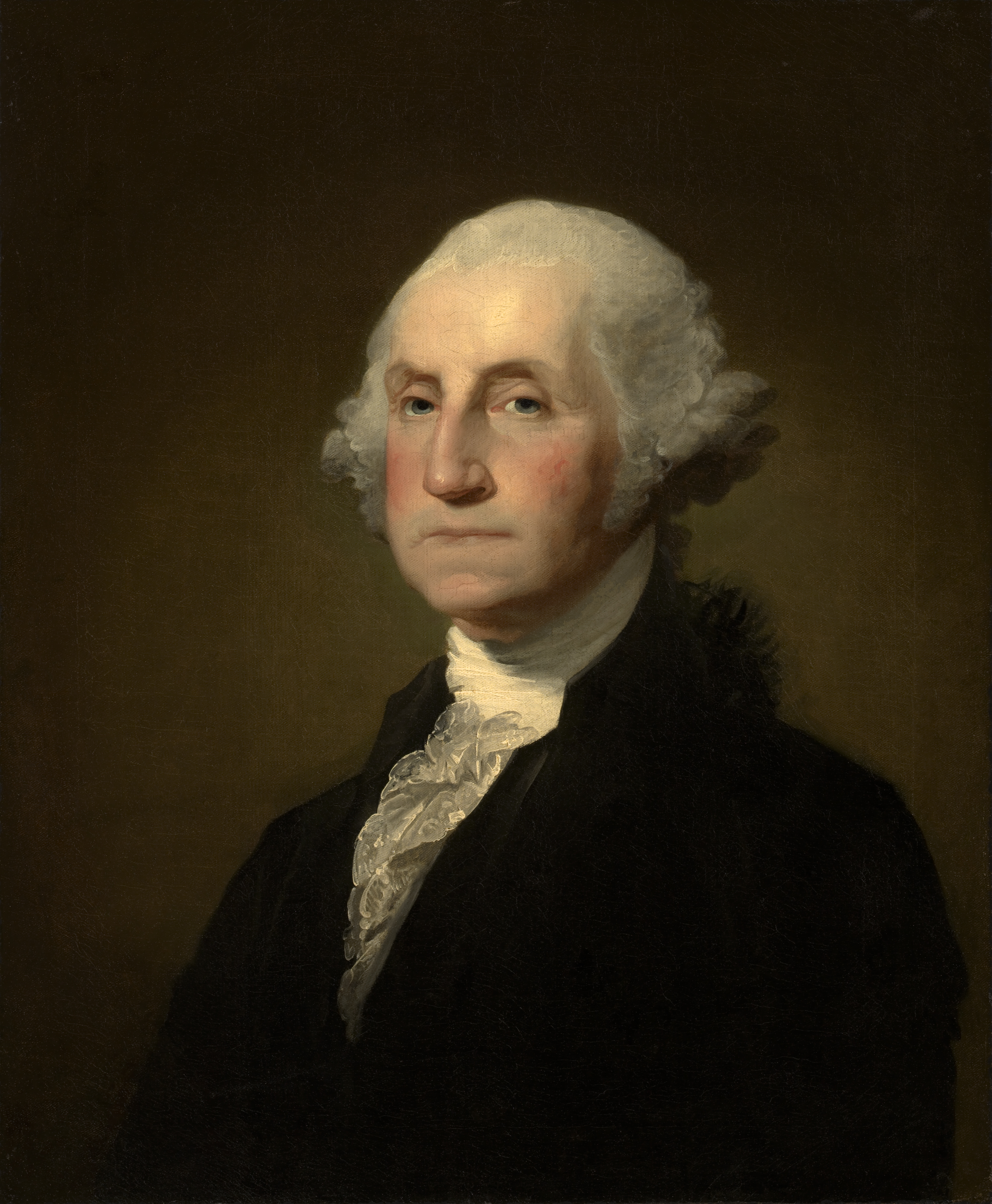
George Washington actuaba como presidente de la Convención.

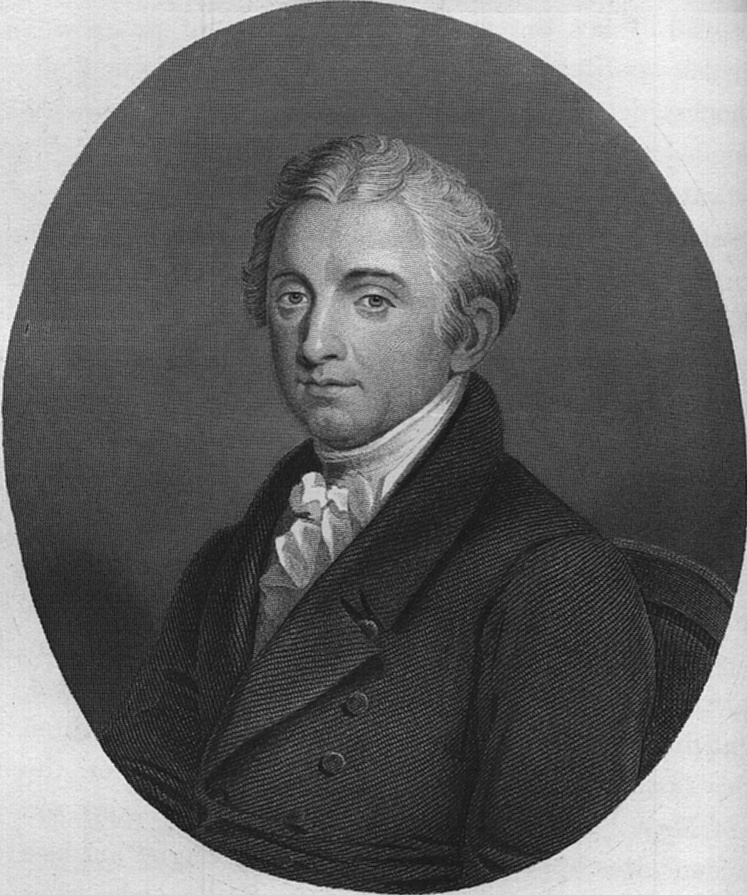
Gouverneur Morris, autor de gran parte de secciones de la Constitución, incluido el Preámbulo.

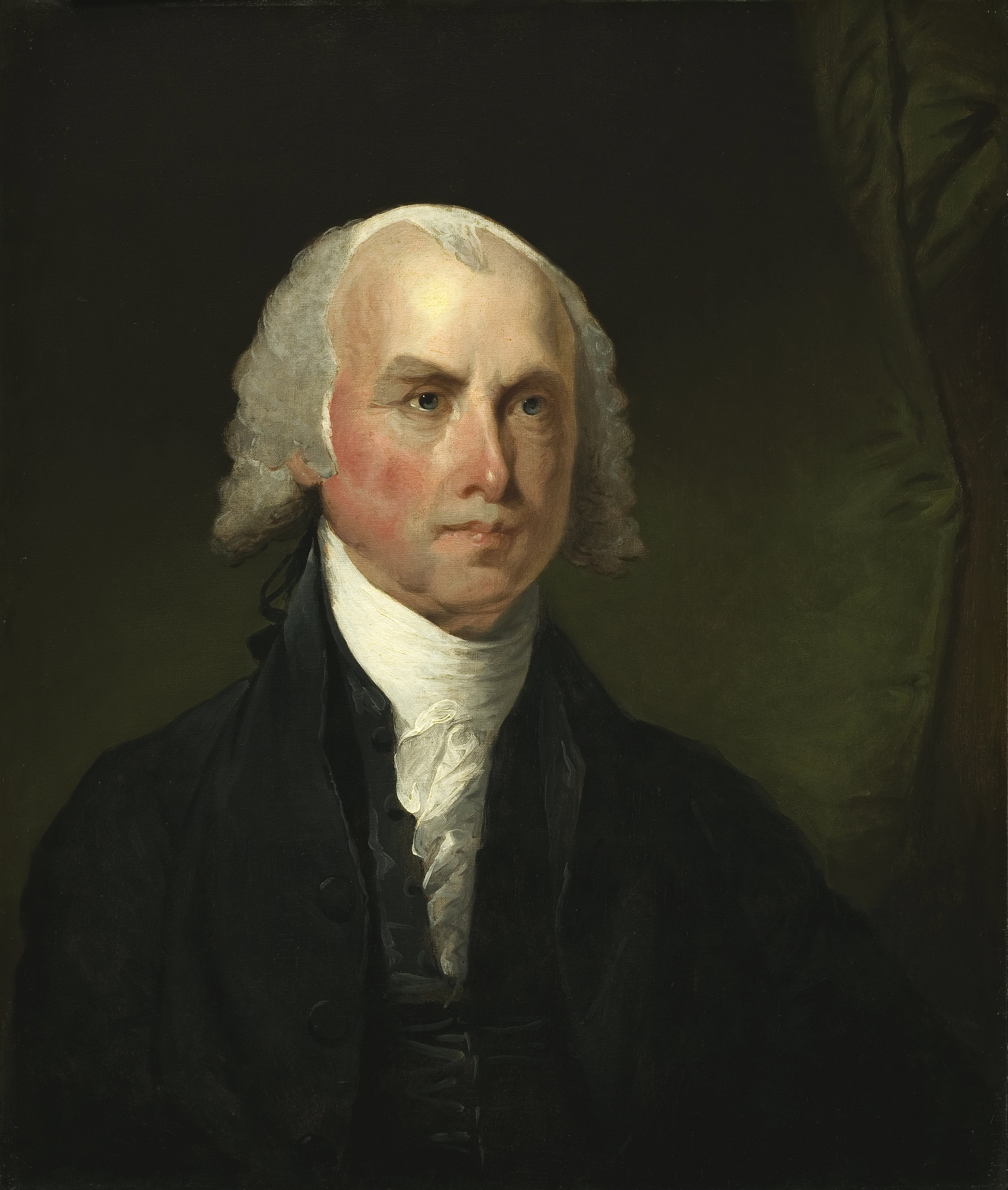
James Madison, tradicionalmente considerado como el "Padre de la Constitución", tomando detalladas notas de las deliberaciones de la Convención.

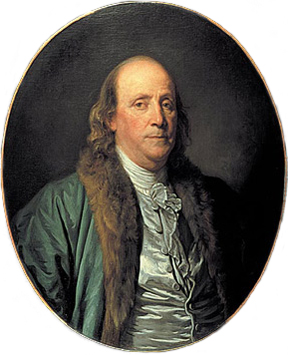
Benjamin Franklin fue el delegado de mayor edad en la Convención.

(*) No firmaron el borrador final de la Constitución de los Estados Unidos